# Milan Šrejber
Milan Šrejber (Praga, 30 de Dezembro de 1963) é um ex-tenista profissional checo, medalhista olímpico
Foi medalhista de bronze em duplas com Miloslav Mečíř, em Seul 1988.